# Observatoire national sur les effets du réchauffement climatique
 (octobre 2019).
L'Observatoire national sur les effets du réchauffement climatique (ONERC) est un organisme français créé en 2001 dans le but d'aider à prendre en compte les problèmes liés à une aggravation du réchauffement climatique, et notamment s'adapter à ses éventuelles conséquences climatiques, sanitaires et économiques.

## Histoire
L'ONERC a été créé par la loi du 19 février 2001, et par son décret d'application du 8 mars 2002.
Ces dispositions ont été codifiées dans le Code de l'environnement aux articles L. 229-2 à L. 229-4 et D. 229-1 à D. 229-4.

## Composition de la commission spécialisée d'orientation
L'ONERC est rattachée depuis 2008 à la direction générale de l'Énergie et du Climat (DGEC), au sein du ministère chargé de l'Environnement. L'orientation de l'action de l'ONERC est assurée depuis 2017 par une commission spécialisée permanente du Conseil national de la transition écologique (CNTE) composée de 42 membres dont la présidence a été confiée au sénateur de Loire-Atlantique Ronan Dantec. La directrice de l'ONERC est Sophie Mourlon, ingénieure générale des mines, également directrice générale de l'Énergie et du Climat (DGEC).
Liste des membres de la commission (2 personnes) :
- Ronan Dantec (président de la commission spécialisée du CNTE dédiée à l'orientation de l'ONERC)
- Sophie Mourlon (directrice générale de l'Energie et du Climat, directrice de l'ONERC)

Liste des membres du CNTE (29 personnes) :
- Anne-Marie Ducroux (Conseil économique, social et environnemental)
- Françoise Coutant (vice-présidente de la région Nouvelle-Aquitaine, Régions de France)
- Agnès Langevine (vice-présidente de la région Occitanie, Présidente de la commission transition écologique à Régions de France)
- Cécile Hanier (Association nationale des maires et des élus locaux pour l'environnement et le développement durable)
- Denis Merville (Association des maires de France)
- Catherine Grémillet (Association française des établissements publics de bassin)
- Simone Sitbon (Union nationale des associations familiales)
- Philippe Maison (Surfrider Foundation Europe)
- Hervé Le Bouler[4] ou Adeline Favrel (France nature environnement)
- Charlotte Izard (Réseau action climat)
- Roland Gérard (Comité français pour l'éducation à l'environnement vers le développement durable)
- Sandrine Bélier (Humanité et biodiversité)
- Isabelle Laudon (World Wildlife Fund)
- Christine Jean (Ligue pour la protection des oiseaux)
- François Giroux ou Tom Nicolau (Confédération générale du travail)
- Olivier Dauger ou Carole Lejeune ou Eric Thirouin ou Louis Cayeux (Fédération nationale des syndicats d'exploitants agricoles)
- Gérald Dumas (Confédération française démocratique du travail)
- Yves Giquel (Confédération générale du travail-Force ouvrière)
- Idriss Kathrada ou Florian Masseube (Confédération des petites et moyennes entreprises)
- Eric Maucort (Mouvement des entreprises de France, Électricité de France)
- Perrine Ducloy ou Lucile Toulhoat (Comité national des pêches maritimes et des élevages marins)
- Nathalie Galiri (Association professionnelle des chambres d'agriculture)
- Pascal Dupuis (Direction générale de l'Énergie et du Climat, Ministère de la Transition écologique et solidaire)
- Hervé Lefebvre (Agence de l'environnement et de la maîtrise de l'énergie)
- Adrien Zakhartchouk (Ministère des Finances)
- Olivier Lerude (Ministère de la Culture)
- Maël Besson (Ministère des Sports)
- Sylvie Alexandre (Déléguée interministérielle à la forêt)[5]
- Cyril Le Picard ou Luc Bouvarel (Conseil supérieur de la forêt et du bois)

Liste de personnalités qualifiées (11 personnes)
- Philippe Martin (président, Agence française pour la biodiversité)
- Guillaume Arnell (sénateur de Saint-Martin)
- Paul Watkinson (conseiller, équipe de négociation climatique interministérielle)
- Jean-François Toussaint (Haut Conseil de la santé publique)
- Hervé le Treut (directeur, Institut Pierre-Simon-Laplace)
- Corinne Larrue (directrice, École d'urbanisme de Paris)
- Régis Thépot (directeur, Établissement public territorial de bassin Seine Grands Lacs)
- Anne Debar (directrice des affaires institutionnelles et internationales, Météo-France) représentée par Olivier Rivière (directeur de la stratégie)
- Eric Martin (directeur Risques-écosystèmes-vulnérabilité-environnement-résilience, Institut national de recherche en sciences et technologies pour l'environnement et l'agriculture)
- Jean-François Soussana (directeur, Institut national de recherche agronomique)
- Christian Curé (directeur Territoire et ville, Centre d'études et d'expertise sur les risques, l'environnement, la mobilité et l'aménagement

## Missions de l'Observatoire
L'ONERC doit :
- collecter et de diffuser les informations, études, recherches, travaux prospectifs sur les risques liés aux changements climatiques (et en particulier sur les phénomènes climatiques extrêmes) ;
- produire des recommandations pour la prévention et l'adaptation afin de limiter et mieux gérer les risques liés à ces changements ;
- coordonner ces actions d'adaptation en France, et préparer un cadre stratégique global dans le cadre du Plan climat.

Les orientations de L'action de l'Observatoire sont fixées par une commission spécialisée du Conseil national de la transition écologique.

## Actions et publications
2003 :
- Conséquences du réchauffement climatique sur les risques liés aux événements météorologiques extrêmes, actes du colloque du 22 au 23 juin 2003, Onerc, Paris, octobre 2003.

2004 :
- Êtes-vous prêt ? Guide pour l'adaptation à l'attention des collectivités locales, Onerc, Paris, mars 2004.
- Collectivités locales et changement climatique : quelles stratégies d'adaptation ?, actes du colloque tenu au Sénat, le 30 septembre 2004 (Exposés scientifiques et techniques, retours d'expérience de collectivités déjà impliquées), Onerc, Paris, mai 2005.
- Première esquisse de stratégie d'adaptation, présentée au Conseil d'orientation, le 19 novembre 2004, pour remarques et avis.

2005 :
- Un climat à la dérive, comment s'adapter ? (rapport au Premier ministre et au Parlement), Paris, La Documentation française, 2005, 109 p. (ISBN 2-11-005826-9, lire en ligne).
- Changement climatique : la nature menacée en France ? En savoir plus et agir, coédition RAC-France, FNE, WWF, LPO, Greenpeace, Onerc, Paris, juin 2005.
- Notes techniques : Recensement des études concernant les effets du climat et du changement climatique sur les espaces côtiers dans les DOM-TOM, note technique n° 1, ONERC, Paris, mars 2005.
- Notes techniques : Impacts du changement climatique sur le patrimoine du Conservatoire du littoral : scénarios d'érosion et de submersion à l'horizon 2100, note technique n° 2, Conservatoire du littoral, Onerc, Paris, septembre 2005.

2006 :
- Réchauffement climatique : quelles conséquences pour la France ?, Onerc, Paris, mai 2006.
- « Littoral en danger », comment les régions maritimes d'Europe s'adapteront-elles au climat à venir ?, Actes du séminaire des 3 et 4 février 2006, Onerc/CRPM, Paris, août 2006.
- Changements climatiques et risques sanitaires en France : surveillance et systèmes d'alerte, rapport de l'Onerc au Premier ministre et au Parlement, La Documentation française, Paris, .
- Changement climatique : la Caraïbe en danger !, Actes du colloque des 11, 12 et 13 décembre 2006.
- Notes techniques : Impacts du changement climatique sur les activités vinicoles, note technique n° 3, Onerc, Paris, janvier 2006.
- Études concernant les effets du climat et du changement climatique sur les espaces de montagne en France métropolitaine (Vosges, Jura, Alpes, Massif central et Pyrénées), note technique n° 4, Onerc, Paris, mars 2006.

2007
- Stratégie nationale d'adaptation au changement climatique (rapport d'étape « intermédiaire entre le diagnostic tiré par les scientifiques et la mise en œuvre d'un plan d'action »), Paris, La Documentation française, 2007, 95 p. (ISBN 978-2-11-006618-3, lire en ligne).

2008 :
- L'ONERC et la DGEC copilotent un groupe interministériel sur l'évaluation des impacts du changement climatique, du coût des dommages et des mesures d'adaptation, en accompagnement du Plan Climat. La méthodologie d'évaluation a été fixée et un premier état de la connaissance des vulnérabilités au changement climatique a été dressé pour 7 secteurs-clé :
  - santé (facteurs climatiques et éco-épidémiologiques de morbidité et mortalité notamment liés aux canicules et interactions température / pollution de l'air, avec intégralités des acteurs et territoire en termes de capacité d'adaptation spontanée face aux changements potentiels tels que journées et nuits chaudes plus fréquentes, journées et nuits froides en diminution, canicules et sécheresse, fortes précipitations/inondations, tempêtes et cyclones en Outre-mer, niveau marin, etc.)
  - énergie ; le rapport évalue les enjeux et la vulnérabilité des secteurs de l'électricité (d'après travaux d'EDF, p 147), du gaz (d'après GDF, p.148) et des autres énergies (p 148), en cherchant à hiérarchiser les impacts hiérarchisation des impacts sur la production d'énergie, mais aussi sur la demande, la distribution et le transport d'énergie pour proposer de possibles mesures d'adaptation des infrastructures et contrats.
  - urbanisme/cadre bâti/infrastructures de transport ; le rapport évalue les facteurs de sensibilité de ces secteurs et le problème du dimensionnement nécessaire des infrastructures face aux risques.
  - tourisme ; la sensibilité des branches d'activités et des territoires face au changement climatique est évaluée pour dessiner des perspectives d'adaptation notamment face au déficit de neige pour les sports d'hiver, les pénuries d'eau, la montée du niveau marin, l'érosion littorale, les risques sanitaires et naturels, les modifications des écosystèmes, de la biodiversité, des paysages, les excès et accidents climatiques, dont en Outre-mer, avec de possibles effets de seuil ou synergiques. en posant la question de la réactivité touristique et de la redistribution potentielle des flux touristiques à différentes échelles de territoire et temps ;
  - risques naturels et assurances ; quelle couverture assurantielle des risques naturels en France dans le futur ? En particulier face aux inondations et aux risques côtiers (submersion marine + érosion côtière), mais aussi de retrait-gonflement des argiles et d'exposition accrue aux aléas de type (cyclones, tempêtes, sécheresse...) ;
  - agriculture/forêt/ressource en eau ; le rapport évoque l'adaptation aux évolutions graduelles et brutales (événements extrêmes), avec de possibles effets de seuil, en proposant un « Plan Adaptation évolutif »).
  - territoires ; le Massif alpin a servi d'étude de cas pour affiner la réflexion sur les indicateurs, la cartographie et les méthodes d'extrapolation

Une évaluation des interactions sectorielles complète ces chapitres.
2009 :
- Changement climatique : Coûts des impacts et pistes d'adaptation (rapport au Premier ministre et au Parlement), Paris, La Documentation française, 2009, 193 p. (ISBN 978-2-11-007803-2, lire en ligne).
- L'ONERC accompagne le lancement de plans climat régionaux.

(...)
2015 :
- L'arbre et la forêt à l'épreuve d'un climat qui change (rapport au Premier ministre Manuel Valls et au Parlement), Paris, La Documentation française, 2015, 184 p. (ISBN 978-2-11-009766-8 et 978-21-1145-507-8, lire en ligne). Il s'interroge sur les rôles que peuvent jouer les forêts de métropole dans l'atténuation des gaz à effet de serre et quel est leur potentiel d'adaptation face au incertitudes de l'évolution climatique, sachant que les forêts jouent un rôle dans le temps long sur la filière bois[6].